# Bleptina erinusalis
Bleptina erinusalis är en fjärilsart som beskrevs av Walker 1858. Bleptina erinusalis ingår i släktet Bleptina och familjen nattflyn. Inga underarter finns listade i Catalogue of Life.